# レジナルド・ゴリッジ
レジナルド・ジョージ・ゴリッジ（Reginald George Golledge、1937年12月6日 - 2009年5月29日）は、アメリカ合衆国の地理学者。オーストラリアニューサウスウェールズ州ダンゴッグ（Dungog）生まれ。レジナルド・ゴレッジとも表記する。アメリカのカリフォルニア大学サンタバーバラ校（UCSB）で地理学の教授を務めた。2009年に教授能力研究講師（Faculty Research Lecturer）に指名された。同年にカリフォルニア州ゴリータで逝去。生涯に16冊の書籍を執筆・編集し、100篇の寄稿を行い、150以上の学術論文を発表した。

## 概要
ゴリッジは行動地理学の先駆的な研究者である。1970年代に行動地理学が人文主義地理学的アプローチと分析的アプローチに分裂したときには、後者の主たる提唱者となった。1984年に視覚障害者となり、研究の焦点を障害の地理学（geography of disability）に移した。また、視覚障害者のためのグローバル・ポジショニング・システム（GPS）の1つであるUCSBパーソナルガイダンスシステム（UCSB Personal Guidance System）を心理学者のジャック・ルーミス（Jack Loomis）やロベルタ・クラスキー（Roberta Klatzky）とともに開発した。

## 学術的経歴
- 1959年 - ニューイングランド大学名誉教養学士
- 1961年 - ニューイングランド大学文学修士
- 1966年 - アイオワ大学Ph.D.
- 1965年〜1966年 - ブリティッシュコロンビア大学Assistant Professor
- 1966年〜1967年 - オハイオ州立大学Assistant Professor
- 1967年〜1971年 - オハイオ州立大学准教授
- 1971年〜1977年 - オハイオ州立大学地理学教授
- 1977年〜2009年 - カリフォルニア州立大学サンタバーバラ校地理学教授

## 名誉職歴
- 1987年 - グッゲンハイム・フェロー
- 1990年 - アメリカ科学振興協会フェロー
- 1999年〜2000年 - アメリカ地理学会（AAG）会長
- 2001年 - サイモンフレーザー大学名誉LL.D.、ヨーテボリ大学名誉Ph.D.
- 2005年 - アメリカ芸術科学アカデミーフェロー
- 2009年 - カリフォルニア大学サンタバーバラ校教授能力研究講師

## 主要な業績

### 共著
- 『地理学における科学的研究入門』（An Introduction to Scientific Reasoning in Geography）Amedeo, D.との共著.New York: John Wiley and Sons. 2nd printing by Krieger, Melbourne, FL, 1986. ISBN 0471025372 1975年
- 『都市・空間・行動』（Cities, Space and Behavior）King, L. J.との共著.Englewood Cliffs, NJ: Prentice-Hall. ISBN 0131346016 1978年
- 『分析的行動地理学』（Analytical Behavioural Geography）.Stimson, R.との共著. London: Croom Helm. ISBN 0709938446 1987年
  - 日本語による書評：山田浩久（1988）"ゴレッジ&スティムソン：分析的行動地理学"経済地理学年報（経済地理学会）.34(1):56-59.
- 『空間的行動：地理学的展望』（Spatial Behavior: A Geographic Perspective）.Stimson, R. J.との共著.New York: Guilford Press. ISBN 1572300507 / ISBN 1572300493 1997年
  - 日本語による書評：若林芳樹（1999）"Reginald G. Golledge and Robert J. Stimson: Spatial Behavior: A Geographic Perspective"地理学評論.Ser. A（日本地理学会）.72(11):775-778.
- 『人間環境行動調査：空間と環境の調査活動と経験』（Person-Environment-Behavior Research: Investigating Activities and Experiences in Spaces and Environments）.Amedeo, D. & Stimson, R. J.との共著.New York: Guilford Press. ISBN 1593858701 / ISBN 159385871X 2009年

### 編著・共編
- 『地理学における行動の諸問題：シンポジウム』（Behavioral Problems in Geography: A Symposium）.Cox, K. R.との共編.Evanston, IL: Northwestern University Press. 1969年
- 『空間的選択と空間的行動』（Spatial Choice and Spatial Behavior）. Rushton, G.との共編. Columbus, OH: Ohio State University Press. ISBN 0814202411 1976年
- 『空間認知：理論・調査・方法』（Environmental Knowing: Theories, Research and Methods）.Moore, G. T.との共編.Stroudsburg, PA: Dowden, Hutchinson & Ross. Paperback edition, 1978. ISBN 0879330600 1976年
- 『地理学における行動の諸問題 改訂版』（Behavioral Problems in Geography Revisited）.Cox, K. R.との共編.New York: Methuen.  ISBN 0416724302 / ISBN 041672440X 1981年
  - 日本語訳書：『空間と行動論：地理学における行動論の諸問題』ケビン・R.コックス,レジナルド・G.ゴレッジ著、寺阪昭信監訳、地人書房、1986年12月、332pp. ISBN 4-88501-056-X
- 『近接と選好：大規模データセットの多次元解析の問題』（Proximity and Preference: Problems in the Multidimensional Analysis of Large Data Sets）.Rayner, J. N.との共編.Minneapolis, MN: University of Minnesota Press. ISBN 0816610428 1982年
- 『地理学における行動モデリングと計画』（Behavioural Modelling in Geography and Planning）.Timmermans, H.との共編.London: Croom Helm. ISBN 0709938535 1988年
- 『一般的調査のための基礎』（A Ground for Common Search）.Couclelis, H., & Gould, P.との共編.Goleta, CA: The Santa Barbara Geographical Press. ISBN 0008860904 1988年
- 『行動と環境：心理的・地理的アプローチ』（Behavior and Environment: Psychological and Geographical Approaches）.Gärling, T.との共編.Amsterdam: North Holland, Elsevier Science Publishers. ISBN 0444896988 1993年
- 『地理情報システムの空間的・時間的論究』（Spatial and Temporal Reasoning in Geographic Information Systems）.Egenhofer, M. J.との共編.New York: Oxford University Press. ISBN 0195103424 1998年
- 『ウェイファインディングの行動：地図の認知と他の空間的プロセス』（Wayfinding Behavior: Cognitive Mapping and Other Spatial Processes）. ゴリッジ単編. Baltimore, MD: Johns Hopkins University Press. ISBN 080185993X 1999年

### アンカー・ポイント理論

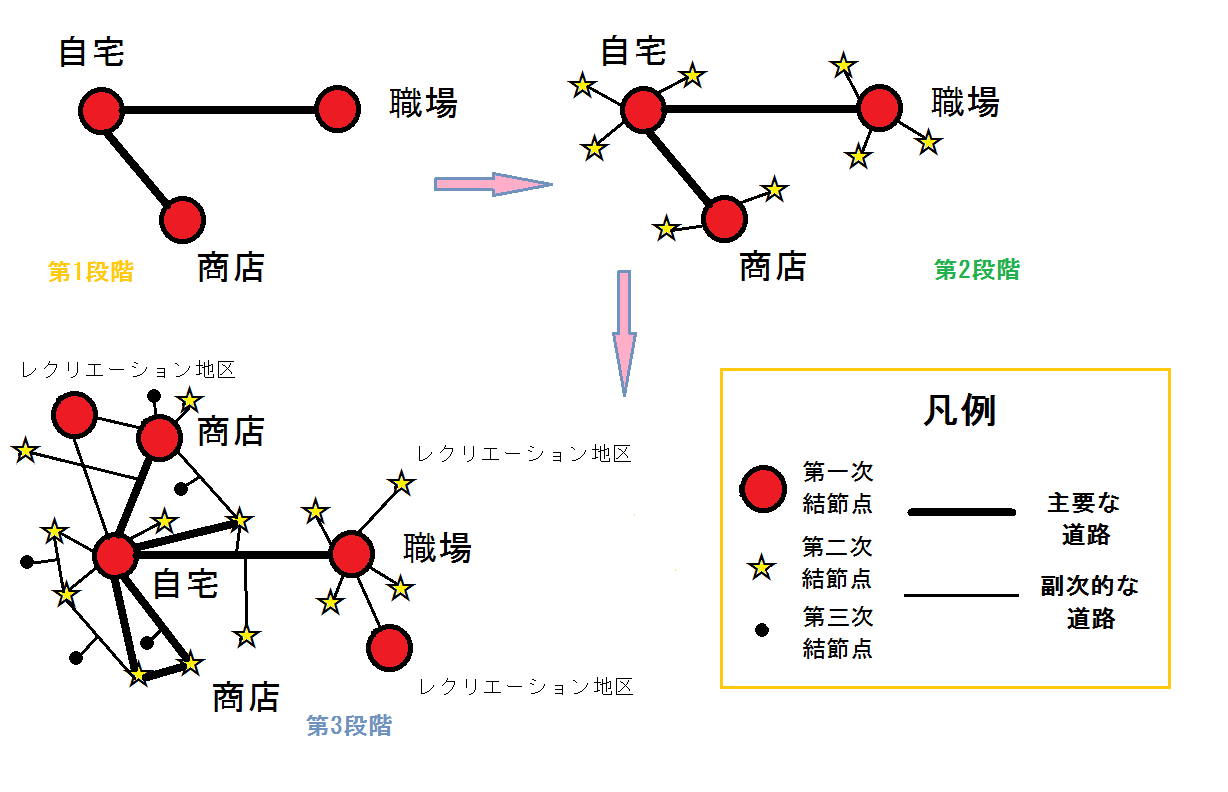
アンカー・ポイント理論

アンカー・ポイント理論（アンカー・ポイントりろん、英語: anchor-poiot theory）は、レジナルド・ゴリッジが提案した人間の空間学習の過程を示した理論。アンカー・ポイントとは、船の碇（いかり）という意味である。
この理論は、新しい土地にやってきた住民が周辺の環境をどう認知するか、というもので、段階を追うごとにメンタルマップ（心の中の地図）が発達するというものである。第1段階では主要な結節点である自宅・職場（学校）・商店などの位置と、そこへ至る経路を、第2段階では第1段階で習得した結節点や経路の周辺にある新しい結節点・道路を、第3段階ではこれらを核にレクリエーション施設や他の商店などを、それぞれ学習することで、メンタルマップが大きく複雑になっていく、と説明した。メンタルマップの発展は、各人にとって生活上の重要度に応じて段階的に拡大する。ゆえに、人々の空間認識の広がりと、結節点と経路のつながりの複雑化や広がりには関係がある。